# Weischau
Weischau ist ein Gemeindeteil der oberfränkischen Gemeinde Sonnefeld im Landkreis Coburg.

## Lage
Weischau liegt etwa 15 Kilometer südöstlich von Coburg an der Bundesstraße 303 von Sonnefeld nach Mitwitz. Gemeindeverbindungsstraßen führen nach Neuses am Brand und Firmelsdorf.

## Geschichte
Weischau wurde 1334 erstmals als „Weischave“ urkundlich erwähnt.
1353 kam Weischau mit dem Coburger Land im Erbgang zu den Wettinern und war somit ab 1485 Teil des Kurfürstentums Sachsen, aus dem später das Herzogtum Sachsen-Coburg hervorging.
Weischau gehört seit dem 14. Jahrhundert zum evangelisch-lutherischen Kirchspiel Gestungshausen. 1837 zählte das Dorf 50 Einwohner, 1871 waren es 67.
In einer Volksbefragung am 30. November 1919 stimmte kein Weischauer Bürger für den Beitritt des Freistaates Coburg zum thüringischen Staat, 21 waren dagegen. Somit gehörte ab dem 1. Juli 1920 Weischau zum Freistaat Bayern. 1925 hatte die Siedlung 192,66 Hektar Fläche, 63 Einwohner und 12 Wohngebäude. Die evangelische Kirche und Schule befanden sich im 2,3 Kilometer entfernten Gestungshausen.
Eine Flurbereinigung erfolgte von 1963 bis 1972. Am 15. Januar 1966 wurde Weischau zwangsweise in die Gemeinde Sonnefeld eingegliedert. 1987 hatte das Dorf 74 Einwohner und 21 Wohnhäuser.

## Einwohnerentwicklung
| Jahr | Einwohnerzahl |
| ---- | ------------- |
| 1910 | 58            |
| 1933 | 55            |
| 1939 | 50            |
| 1950 | 83            |
| 1970 | 80            |
| 1987 | 74            |
| 2018 | 57            |